# Mamá (película de 2017)
Mamá es una película colombiana de 2017 dirigida por Philippe van Hissenhoven y protagonizada por Helena Mallarino y Julieth Restrepo. Fue exhibida en importantes eventos a nivel nacional e internacional como el Festival Internacional de Cine de Sao Paulo, el Festival de Málaga Cine en Español, el Festival de Cine Independiente de Villa de Leyva y el Bogotá Audiovisual Market.

## Sinopsis
Victoria recibe la visita de su hija Sara, con la que no tiene contacto desde hace mucho tiempo. Le pide que cuide durante algunos días a Nicole, su nieta de siete años. Victoria, una mujer reservada y solitaria, al principio no se muestra muy receptiva con su nieta, situación que irá cambiando a medida que pasa el tiempo y que traerá consecuencias para las vidas de las tres mujeres.

## Reparto
- Helena Mallarino es Victoria.
- Julieth Restrepo es Sara.
- Alejandra Zuluaga es Nicole.
- Consuelo Gacha es Martha.
- Felipe Rojas es Ananías.
- Roberto Rojas es Francisco.